# ویکی‌پدیای صربی
ویکی‌پدیای صربی (به صربی: Википедија на српском језику) نسخهٔ صربیِ وبگاه ویکی‌پدیا است و در ۱۶ فوریهٔ ۲۰۰۳ ایجاد شده‌است. تعداد مقاله‌های آن در ۱۱ مهٔ ۲۰۰۸ به ۱۰۰٬۰۰۰ رسید.
تا تاریخ ۳۰ مهٔ ۲۰۱۱، این دانش‌نامه با بیش از ۱۴۲٬۰۰۰ مقاله در رتبهٔ بیست‌وهشتم ویکی‌پدیاها قرار داشت.
ویکی‌پدیای صربی، هم‌اکنون ۲۵ مارس ۲۰۲۵ میلادی، تعداد ۴۱۳٬۲۱۰ کاربرِ ثبت‌نام‌کرده، ۱۵ مدیر، و ۷۰۴٬۴۹۳ مقاله دارد.

## نگارخانه

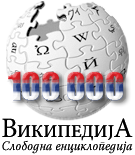
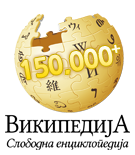
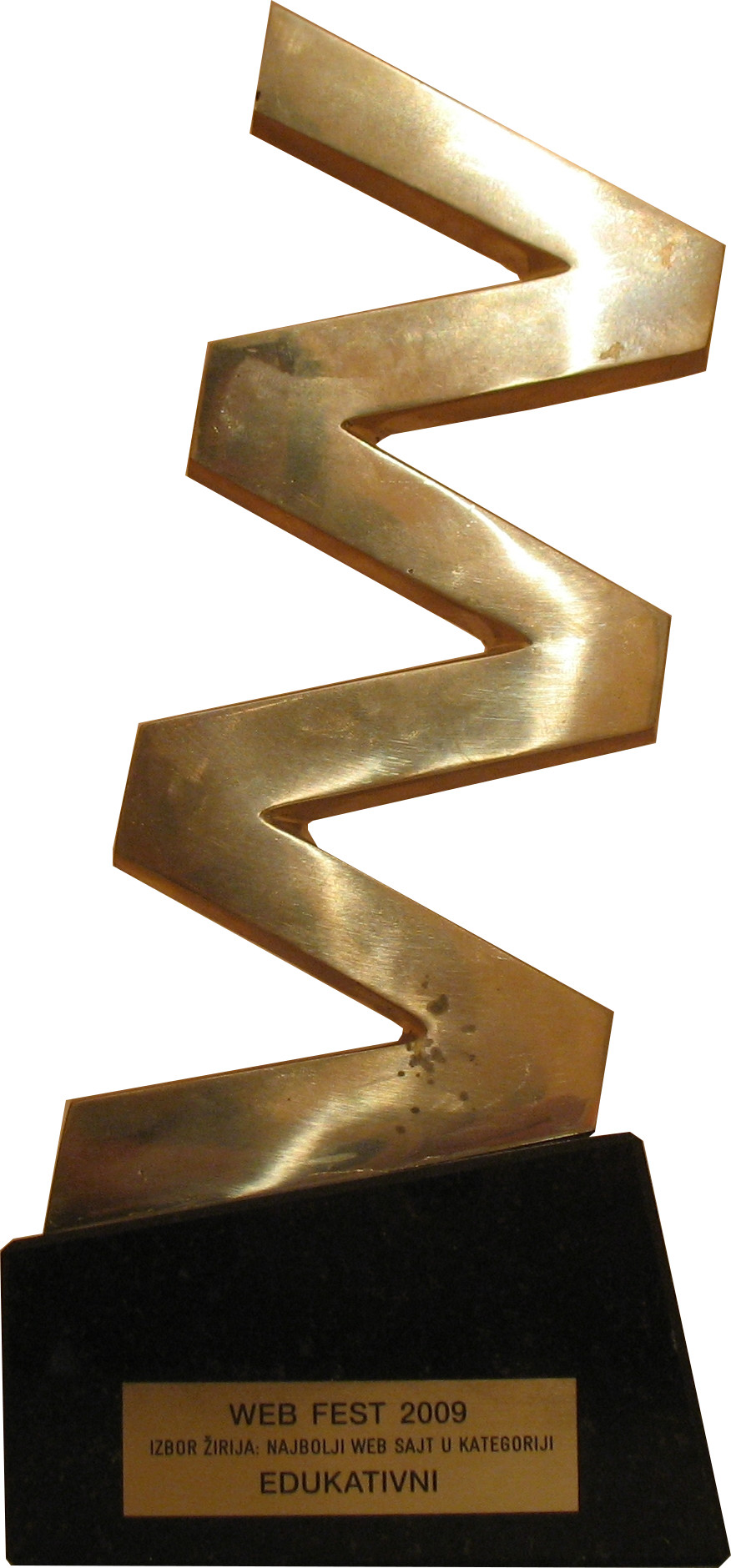